# Ancestress
Ancestress è un singolo della cantautrice islandese Björk, pubblicato il 22 settembre 2022 come terzo estratto dal decimo album in studio Fossora. All'interno del brano è presente la partecipazione vocale del figlio della cantante Sindri Eldon.
La cantante ha descritto Ancestress come una lettera scritta alla propria madre, deceduta nel 2018.

## Video musicale
Il video musicale è stato pubblicato il 22 settembre 2022 ed è stato diretto da Andrew Thomas Huang.